# Estil d'Alfred Hitchcock

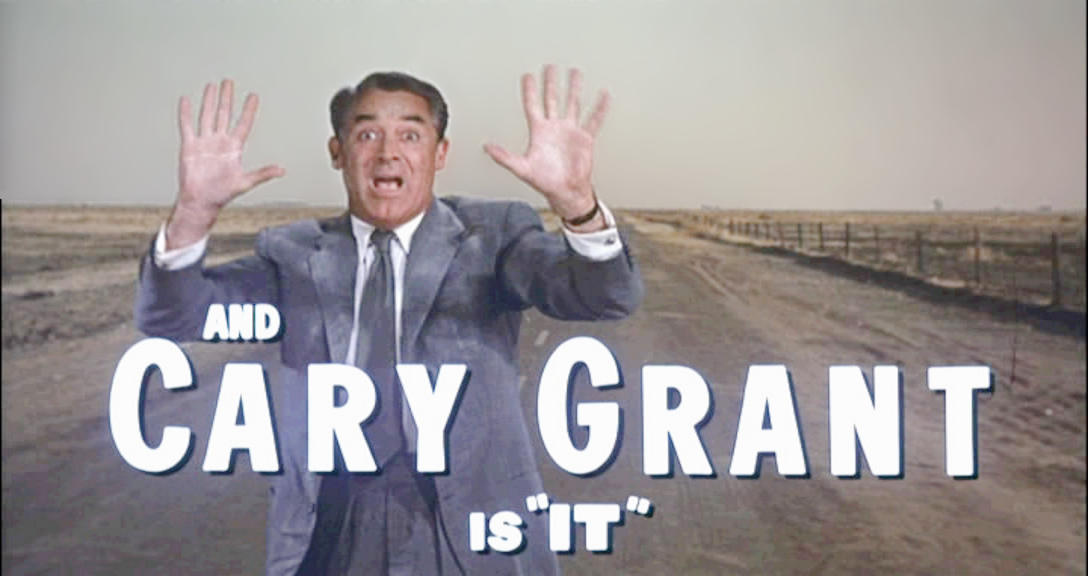
Perseguit per la mort

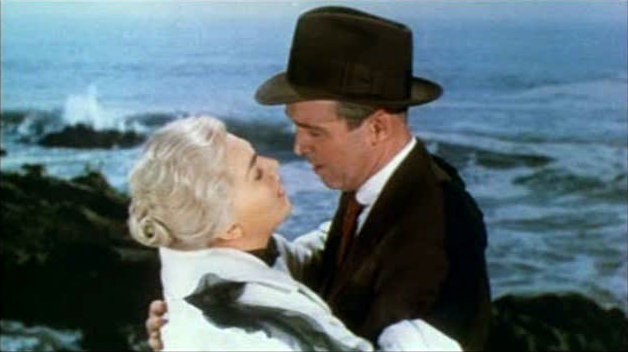
Kim Novak i James Stewart a Vertigen (D'entre els morts) (1958)

Hitchcock va desenvolupar mecanismes cinemàtics com el suspens, el públic com a voyeur, i el seu conegut "MacGuffin", un detall aparentment menor que serveix de pivot sobre el qual fer girar la narració.

## Mètode de treball

### Escriptura
Preguntat sobre el seu treball, Hitchcock explicarà: «El guionista i jo planifiquem la totalitat del guió fins al menor detall i, quan hem acabat, tot el que es queda a fer és rodar la pel·lícula. De fet, només quan s'entra a l'estudi, és quan s'entra a la zona dels compromisos. Verdaderament, el novel·lista és qui té el millor paper, ja que no ha de tractar amb els actors i tota la resta.» En una entrevista de 1969, Hitchcock precisa :
«Així que el guió està a punt, m'agradaria tant no fer la pel·lícula... Tinc un esperit fortament visual. Al meu cap, visualitzo una pel·lícula fins al muntatge final. Ho escric tot més en detall en el guió, i llavors, quan rodo, no miro en absolut el guió. Me'l sé de memòria, de la mateixa manera que a un director d'orquestra no li cal mirar la partitura... Quan ha acabat el guió, la pel·lícula és perfecta. Però, durant la realització, perd potser un quaranta per cent de la seva concepció original.» Sovint, a les pel·lícules de Hitchcock, l'escriptura del guió es fa a partir d'idees d'escenes. És sobretot el cas de l'escena dels paraigües o la del molí a Enviat especial (1940), que Hitchcock imaginava abans que no es reflexionés sobre la història o sobre els personatges, o la de l'avió d'espargiment a Perseguit per la mort (1959), que ve de la idea, o del desafiament, d'una escena de suspens desenvolupant-se, no com de costum en un lloc tancat i sufocant, sinó, al contrari, en un espai completament airejat, buit, al camp. Les històries de les pel·lícules on es veuen els personatges evolucionant en indrets cèlebres (estàtua de la Llibertat a Sabotage (1942), seu de les Nacions Unides o al Mont Rushmore a Perseguit per la mort...), són així d'alguna manera i en part com a pretext per a la utilització d'aquests indrets com a decorat. David Freeman, l'últim guionista que va col·laborar amb Hitchcock d'entrada queda bastant desconcertat pel mètode utilitzat pel realitzador: «En principi es determina el que faran els personatges, després se'ls dota dels trets del personatge que fan plausible el seu comportament. […] Hom ha criticat Hitchcock durant anys sobre el fet que, a casa seva, la forma prevalia sobre el fons. La seva manera de treballar confirmava aquesta crítica. L'astúcia se sostenia en el fet que la seva anàlisi dels personatges era tan minuciosa i tan penetrant que amb ella n'hi havia prou per donar-los vida a les seves pel·lícules.»

### Procediments narratius

#### El MacGuffin
El realitzador, per explicar el que és un «MacGuffin», explicarà sovint la mateixa petita història graciosa :
Dos viatgers es troben en un tren que va de Londres a Edimburg. L'un li diu a l'altre: «Excusi'm Senyor, però què és aquest paquet d'aspecte estrany que ha col·locat a la xarxa sobre el seu cap ? – Ah! això, és un MacGuffin. - Què és un MacGuffin ? – Bé, és un aparell per agafar lleons a les muntanyes d'Escòcia. - Però si no hi ha lleons a les muntanyes d'Escòcia. - En aquest cas, no és un MacGuffin.»
El «MacGuffin» és un element clau de la intriga, material o no, generalment misteriós, que sembla vital per als personatges, però que serveix en realitat únicament de pretext al desenvolupament del guió, i que no té, més enllà d'això, cap importància. El terme hauria estat utilitzat per primera vegada per Angus MacPhail, guionista i amic de Hitchcock. Hitchcock i els seus guionistes hi recorreran en nombroses pel·lícules. El «MacGuffin» revesteix de vegades, potser de manera demostrativa, un caràcter bastant estrafolari.
A Els trenta-nou graons (1935), el «MacGuffin» és una sèrie de plànols que uns espies han robat i en algunes frases retingudes per Mr. Memory; a  Alarma a l'exprés  (1938), és un missatge codificat sota la forma d'un petit aire musical; a  Enviat especial  (1940), una clàusula d'un tractat que un home polític holandès és l'únic, aparentment, que el coneix; a Notorious  (1946), una barreja química amagada en ampolles de vi. Un dels «MacGuffin» de  Perseguit per la mort  (1959) pren la forma de microfilms dissimulats en una figureta i conté «secrets del govern»- és l'única explicació que se'ns donarà... Hitchcock veia allà el seu millor millor «MacGuffin», el més inexistent, el més irrisori.» La importància del «MacGuffin» disminueix progressivament en el transcurs de la pel·lícula fins a no sortir de vegades més, l'espectador es deixa arrossegar pels personatges i la manera com reaccionen als esdeveniments generats pel procediment.
Segons alguns, el primer «MacGuffin» del cinema de Hitchcock es troba ja a  The Lodger , 1927, amb el personatge de l'«Avenger» l'assassí, que de fet no es veu mai a la pantalla. Un altre clar «MacGuffin»-personatge és el misteriós Kaplan de Perseguit per la mort, que simplement no existeix. En aquesta pel·lícula, es pot fins i tot considerar l'escena de la discussió entre els agents americans com la projecció d'una reunió entre escenògraf i guionistes discutint per saber quin gir fer prendre a la història. El personatge interpretat per Leo G. Carroll, que surt per donar instruccions, representa llavors d'alguna manera el guionista que té una nova idea d'aventura, que ve, «àngel», a proposar als herois.
Hitchcock sempre es divertia quan guionistes o productors dissertaven sobre la naturalesa exacta del «MacGuffin», com va ser pel cas de Notorious; dirà: «La gent que discuteix del "MacGuffin" ho fa perquè és incapaç d'analitzar els personatges.»

#### El suspens

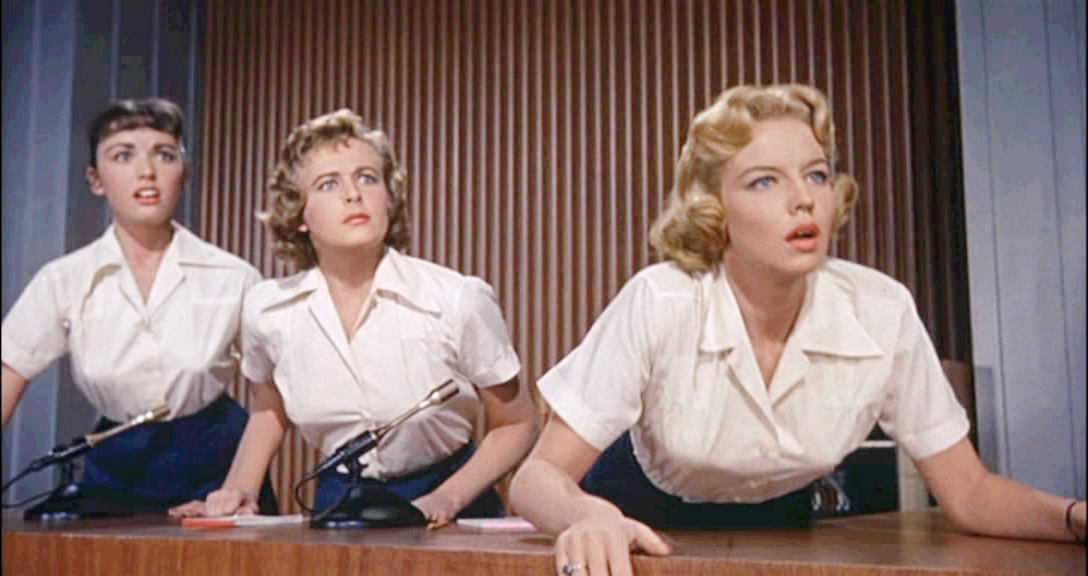
Una escena de Perseguit per la mort 1959).

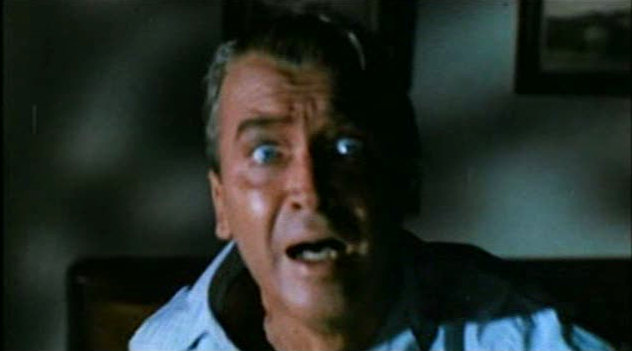
James Stewart a Vertigen (D'entre els morts), 1958).

Jean Douchet veu en el suspens «la principal definició de l'obra hitchcockiana», i el defineix com «la dilatació d'un present enxampat entre les dues possibilitats contràries d'un futur imminent». Segons Douchet, «l'ansietat neix quan actors o espectadors estan dividits, esquinçats entre l'esperança d'una salvació i el temor de l'irremeiable entre la vida i la mort. És doncs funció de la durada del conflicte, de la seva dilatació. Esmola la nostra percepció del temps.»
El suspens ha de distingir-se de la sorpresa o del xoc, més característic del cinema de terror o d'espant. A les pel·lícules de Hitchcock, el suspens és obtingut per una diferència entre el que l'espectador sap i el que el personatge veu. L'espera ansiosa per l'espectador pot llavors ser reforçada per una música accentuada, efectes de llum, ombres... En el cinema de terror, l'efecte de sorpresa (el xoc) consisteix a fer aparèixer una cosa o un personatge, sovint terroritzant, mentre que ni el «heroi» ni l'espectador no s'ho esperen. Però a les pel·lícules hitchcockianes, l'ansietat de l'espectador augmenta a mesura que el perill, del qual el «heroi» no és conscient, es precisa; el públic es pregunta què arribarà quan l'amenaça serà finalment percebuda per aquell (o aquella) amb qui s'identifica. La majoria de les pel·lícules de suspens de Hitchcock descansen sobre aquest efecte.
Així, a La finestra indiscreta (1954), l'espectador està sol veient el veí de davant sortir del seu pis amb una dona; Jeffries dorm aleshores. Igualment, quan el detectiu Arbogast puja les escales de la casa de Norman Bates a Psicosi  (1960), l'espectador veu la porta entreobrir-se i està sol preveient l'homicidi.  Vertigen (D'entre els morts)  (1958) és tan particularment significatiu, ja que l'espectador s'entera per un flashback, des del començament de la segona part de la pel·lícula, de la verdadera identitat de Judy i tot el complot ordit contra Scottie. L'espectador s'interroga així sobre el gir que podran prendre els esdeveniments

#### L'humor
En una entrevista de 1967, quan se li pregunta per què mai no ha rodat comèdies, Hitchcock respon: «Però si totes les pel·lícules que faig són comèdies.»
Els thrillers de Hitchcock, en efecte, són esmaltats de tecles humorístiques. El realitzador, que ell mateix sempre ha desconcertat una mica els crítics pel seu incorregible costat bromista, considerava que la tensió no podia ser mantinguda al llarg d'una pel·lícula i que s'havien d'administrar moments de respir en la narració.
Si es troben diverses escenes d'un còmic bastant trempat, com per exemple al començament de Els trenta-nou graons (1935) o les escenes divertides de Family Plot, la trama (1976), l'humor hitchcockià es refereix freqüentment a la sexualitat i la mort (humor negre). En la primera categoria, es troba per exemple, a Els trenta-nou graons sempre, l'escena on representants de roba interior femenina susciten la mirada una mica desesperada d'un sacerdot, o aquella on la mà de l'heroi és emmanillada a mà d'una jove i acompanya aquesta mentre que es treu la roba, o també, al començament de Vertigen (D'entre els morts)  (1958), l'escena on és en qüestió un sostenidor revolucionari concebut per un enginyer en aeronàutica. En la segona, es troben entre d'altres, les observacions molt prosaiques de Stella, la infermera de La finestra indiscreta (1954), en relació amb el que l'assassí ha pogut realment fer del cos de la seva víctima, o la dona del policia a Frenzy (1972) interrogant-se sobre el cadàver de Babs tot rosegant.  The Trouble with Harry (1955) és, d'altra banda, una comèdia completament consagrada a l'humor macabre.

### Storyboards i rodatges
La majoria dels comentaristes han cregut fermament al llarg dels anys que les pel·lícules de Hitchcock eren àmpliament «storyboard» fins al menor detall. S'ha dit que no valia la pena de mirar a través de l'objectiu d'una càmera, atès que per a ell no era útil, fins i tot quan fotos destinades a la promoció el mostren fent-ho. Això li servia també d'excusa per no haver de modificar mai les seves pel·lícules respecte a la visió que en tenia d'entrada. Si un estudi li demanava de fer-ho, podia pretendre que la pel·lícula estava ja rodada d'una única manera i que no hi havia altres preses a prendre en consideració.
Tanmateix, aquesta manera de veure Hitchcock com un director considerant més la preproducció que la realització mateixa ha estat discutida al llibre Hitchcock at Work , escrit per Bill Krohn, corresponsal americà de Les Cahiers du cinéma. Krohn, després d'haver examinat diverses revisions de guió, de les notes intercanviades entre Hitchcock i altres membres del personal de producció, estudiat storyboards i d'altres materials de producció, ha observat que el treball de Hitchcock es desviava sovint respecte al guió com estava escrit o a la concepció que tenia d'entrada de la pel·lícula. Va subratllar que el mite de storyboards a propòsit de Hitchcock, sovint realimentat per generacions de comentaristes de les seves pel·lícules, havia estat en gran part perpetuat per Hitchcock en persona o pel departament dels estudis encarregat de la publicitat. Un molt bon exemple seria la famosa escena de polvorització del camp de blat de moro a  Perseguit per la mort que no hauria tingut en origen cap storyboard. Una vegada rodada l'escena, el departament publicitat hauria demanat a Hitchcock que realitzés storyboards per promocionar la pel·lícula, i Hitchcock, per la seva banda, hauria contractat un dibuixant per reproduir les escenes en detall.
Fins i tot quan es feien storyboards, l'escena rodada era sensiblement diferent. L'anàlisi efectuada per Krohn en relació amb el rodatge de clàssics de Hitchcock com Notorious revela que el realitzador era prou flexible per modificar la concepció d'una pel·lícula durant la seva realització. Un altre exemple donat per Krohn té a veure amb el remake americà de L'home que sabia massa , el rodatge de la qual va començar sense guió definitiu i va superar els límits de temps previstos, cosa que, com destaca Krohn, no era inhabitual i es va produir per a moltes altres pel·lícules de Hitchcock, entre les quals  Estranys en un tren  i Topaz. Fins i tot si el realitzador consagrava efectivament molt de temps a la preparació de totes les seves pel·lícules, era plenament conscient del fet que, en realitat, el procés de fabricació es desviava sovint dels plans més ben establerts, i era flexible per adaptar-se als canvis i a les necessitats de la producció, atès que les seves pel·lícules no escapaven als habituals atzars freqüentment que es trobaven en la majoria dels rodatges.
El treball de Krohn dona llum sobre el costum de Hitchcock de rodar generalment les escenes en ordre cronològic, un costum que Krohn destaca que va ser sovint la font en un bon nombre de les seves pel·lícules d'un avançament de pressupost i de terminis i que, el més important, diferia de la manera habitual de procedir a Hollywood en l'època del sistema dels estudis. Igualment important és la tendència de Hitchcock a rodar preses alternatives d'algunes escenes. No era necessàriament per donar al muntador la possibilitat d'afaiçonar la pel·lícula de la manera que ell (o ella) desitjava (sovint sota l'ègida del productor), que les pel·lícules eren rodades sota diferents angles, però això testimoniava més aviat la tendència de Hitchcock de deixar a ell mateix les tries a la sala de muntatge, on tenia per a costum, després d'haver visionat els "rushs", d'aconsellar els seus muntadors. Segons Krohn, aquesta informació, així com moltes altres revelades pel seu treball de recerca a través de sobretot els arxius personals i les revisions de guió de Hitchcock, contradiuen la imatge d'un cineasta sempre en possessió del control sobre les seves pel·lícules i que la concepció de les seves obres no canviava en el moment de la realització, cosa que, destaca Krohn, ha quedat com a mite central en relació amb Hitchcock.

## Els llocs de rodatge
Hitchcock, el gran perfeccionista, s'ocupava d'escollir els llocs on rodava les seves pel·lícules i les seves escenes.
A Shadow of a Doubt, Hitchcock escull la petita ciutat de Santa Rosa, idíl·lica i plena d'encant, per tal de reforçar l'aspecte innocent dels seus personatges i criminal de l'oncle Charlie.
El 1958, tria San Francisco per rodar el seu pròxim llargmetratge, Vertigen (D'entre els morts). Aquesta ciutat ondejada reflectia perfectament les emocions de Scottie.
A Perseguit per la mort, agafa un camp buit per rodar l'escena mítica de l'avió. Aquest espai buit permetia a Hitchcock ensenyar fins a quin punt la situació és inesperada i absurda.

## Hitchcock i els actors
Sobre la relació de Hitchcock amb els seus actors, se cita sovint una petita frase que hauria pronunciat el realitzador: «Els actors són bestiar». Segons el mateix Hitchcock, hauria dit això a finals dels anys 1920, en relació amb els actors de teatre que, llavors, menyspreaven el cinema. Tanmateix, segons Michael Redgrave, seria en el moment del rodatge d'Alarma a l'exprés quan el realitzador hauria fet aquesta observació. La frase va donar lloc el 1941 a un incident, en el moment de la producció de Matrimoni original: Carole Lombard, per sorprendre el realitzador, va fer dirigir llavors sobre el lloc on anaven a ser rodades les vedelles que duien escrits sobre elles, els noms de Lombard, Robert Montgomery i Gene Raymond, les estrelles del film. A l'estrena de la seva última pel·lícula, Family Plot, la trama, Hitchcock farà una petita rectificació: «És una mentida desvergonyida. Mai no he dit una cosa igual. És molt groller. Sens dubte he dit que els actors havien de ser tractats "com bestiar".»
De fet, l'aversió suposada de Hitchcock respecte als actors ha estat en gran part exagerada. Simplement, Hitchcock, que pensava que els actors només s'havien de concentrar en el seu paper i deixar els realitzadors i guionistes administrar la història i el tractament dels personatges, no tolerava l'enfocament de l'«Actors Studio». Així declara en una entrevista només «Actors Studio està bé al teatre perquè té un espai lliure per desplaçar-se. Però quan es tracta d'ensenyar un pla de la cara i un pla del que veu, hi ha d'haver una certa disciplina.» Per Hitchcock, els actors, igual que els accessoris, no eren més que elements de la pel·lícula o, almenys, havien de considerar la càmera com un soci de l'actuació.
Durant el rodatge de Lifeboat, Walter Slezak, que fa de capità nazi, va declarar que Hitchcock percebia els mecanismes de la interpretació de l'actor millor que ningú que coneixia. És d'altra banda innegable que, en la quasi totalitat de les pel·lícules de Hitchcock, almenys pel que fa al període americà, els actors, lluny de ser simples marionetes, donen la plena mesura del seu talent, cosa que indica per part del realitzador un real coneixement, igualment, pel que fa a la direcció d'actors, i no fa més que testimoniar la simpatia que provava per ells. A tall d'exemple, es pot recordar que abans de la seva interpretació a Rebecca i a Sospita, que li valdrà un oscar, es negava a Joan Fontaine, germana de Olivia de Havilland, el menor talent. D'altra banda, alguns actors són avui només coneguts pel seu treball en una pel·lícula de Hitchcock, no simplement gràcies a la reputació del realitzador, sinó per la composició que fan i que constitueix un ingredient essencial de l'èxit de la pel·lícula (Grace Kelly a les seves tres pel·lícules rodades amb el cineasta, Leigh i Perkins a Psicosi , Hedren a Els ocells , i d'altres, fins a petits papers...). Hitchcock, simplement, estimulava els talents.

## Desafiaments i innovacions tècniques
Hitchcock semblava delectar-se a resoldre els desafiaments tècnics de la realització.
A Lifeboat (1944), col·loca la totalitat de l'acció de la pel·lícula a bord d'un petit vaixell, però arriba tanmateix, per la seva manera de rodar, a evitar la repetició monòtona- i també per trobar una solució en relació amb el seu cameo, convertit en la seva marca de fàbrica, que l'estretesa de la decoració feia difícil: surt en una revista fictícia que llegeix un dels personatges, en una foto de la publicitat per a un producte per aprimar... Igualment, l'acció de La finestra indiscreta (1954) es desenvolupa en un pis i no mostra de l'exterior més que el que es veu de la finestra. A Spellbound (1945), dos plans ensenyant una càmera objectiva i subjectiva han fet necessària la construcció gegant, en fusta, d'una talla proporcional que es considera pertany al personatge del qual la càmera adopta el punt de vista: un got de llet en realitat de la talla d'una galleda, i un fusell de fusta gegantí. Per afegir a la novetat i obtenir un efecte colpidor, el tret que marca el punt culminant de l'escena ha estat acolorit en vermell sobre la pel·lícula blanc i negre d'algunes còpies de la pel·lícula.

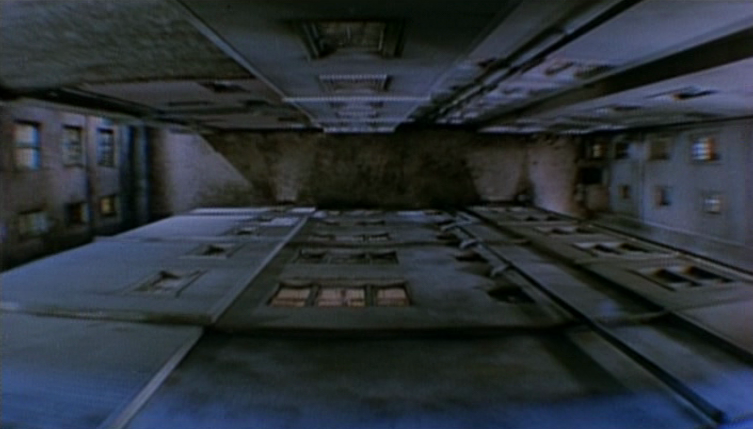
Imatge d'una escena que utilitza el tràveling compensat a Vertigen (D'entre els morts) (1958)

La soga (1948) constituïa un altre desafiament tècnic. La pel·lícula dona en efecte la impressió d'haver estat rodada en una única presa. En realitat, és la barreja de deu preses que duren cadascuna entre quatre minuts i mig i deu minuts; deu minuts és la longitud màxima de bobina que llavors cabien en una càmera. Algunes transicions entre el pas d'una bobina a l'altre són camuflades per un objecte fosc que omple durant un cert temps la totalitat del camp. Aquests punts eren utilitzats per Hitchcock per dissimular els talls, i la presa següent començava amb la càmera col·locada exactament en la mateixa posició.
Vertigen (D'entre els morts) (1958) recorre a una tècnica de càmera desenvolupada per Irmin Roberts, una tècnica imitada i reutilitzada nombroses vegades per altres realitzadors, i qui dona la impressió d'una imatge que s'allarga. L'efecte és obtingut desplaçant la càmera en la direcció oposada a la del zoom. S'ha anomenat aquest efecte com a «tràveling compensat», «dolly zoom» o l'«efecte Vertigen».

## El cinema hitchcockià

### El «cinema pur»
| «                                                                      | Hitchcock és […] un dels principals inventors de formes de tota la història del cinema. Potser només Murnau i Eisenstein poden, en aquest capítol sostenir la comparació amb ell. […] A partir d'aquesta forma, en funció del seu mateix rigor, tot un univers moral s'ha elaborat. La forma, aquí, no adorna el contingut, el crea. Tot Hitchcock funciona amb aquesta fórmula. | » |
| — Conclusió del llibre Hitchcock d'Eric Rohmer i Claude Chabrol, 1957. | |   |

## Temes. Els personatges

### Els homes

#### L'heroi. Un innocent «senyor ningú»
Hitchcock té un interès molt particular en el tema de l'innocent acusat equivocadament, injustament perseguit, i obligat a disculpar-se. Entre els «clàssics» de Hitchcock, un dels primers a abordar aquest tema és Els trenta-nou graons (1935), el guió del qual és coescrit per Charles Bennett, i del qual el realitzador rodarà diverses variants en el transcurs de la seva carrera, fins a Perseguit per la mort el 1959, fins i tot Frenesí el 1972. El tema, tanmateix, és ja present, en certa manera, en quatre pel·lícules anteriors, mudes, realitzades entre 1925 i 1928: The Mountain Eagle (pel·lícula perduda), The Lodger, Downhill i Easy Virtue- es tracta de drames, només la segona pot ser considerat com un thriller. De tota manera, el tema retorna al cristianisme, més clarament evocat en Jo confesso (1952) i The Wrong Man (1956). Més prosaicament, tanmateix, Hitchcock explicarà que «el tema de l'home injustament acusat procura als espectadors un més gran sentiment de perill, ja que s'imaginen més fàcilment en la situació d'aquest home que en la d'un culpable evadint-se».

### Les dones

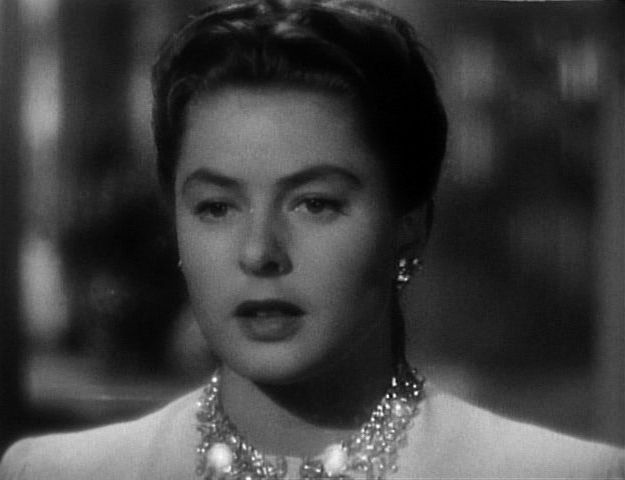
Ingrid Bergman a Notorious, 1946. Continuarà sent fins al final una de les actrius preferides del director

Hitchcock manté relacions difícils amb les dones en la seva infantesa i la seva adolescència. És un nen solitari. Més tard, dirà no haver comprès vagament els aspectes mecànics del sexe fins als vint anys. A les seves pel·lícules, les figures femenines són sovint les més negres. D'una banda, les joves dones rosses representen sovint el mal. A més, la figura de la mare, sovint present, és en general descrita en un dia poc falaguer. Això és visible a Els ocells , on la mare té por de ser abandonada pel seu fill; el paroxisme d'aquesta relació es troba, és clar, a Psicosi.

#### La rossa «hitchcockiana»
Les heroïnes de Hitchcock són sovint rosses amb una bellesa gelada que, al principi, tenen el perfil de dones ideals, però que, quan desperten per la passió o el perill, responen d'una manera més sensual, animal, fins i tot criminal. La «rossa hitchcockiana», respecte als personatges ingenus de «rosses de Hollywood», és subversiva. Una anècdota, en aquest sentit, és significativa: a mitjans dels anys 1950, quan Marilyn Monroe demana als estudis de treballar amb el realitzador, Hitchcock s'hi hauria negat, dient no apreciar les dones que tenen «el sexe anunciat a la seva figura».
Destacar en principi que, a The Lodger , que Hitchcock considerava com la seva primera «veritable» pel·lícula, les victimes de l'«Avenger» són totes joves rosses. Daisy (June Tripp), l'heroïna de la pel·lícula, la filla de la parella que alberga el jove sospitós i de qui, malgrat una certa ambigüitat relativa a la seva orientació sexual, s'acaba enamorant, tot i que rossa, no té tanmateix tot el que caracteritzaran les rosses segons Hitchcock.
El prototip n'és, de fet Anny Ondra, que treballa sota la direcció de Hitchcock a The Manxman i Blackmail, dues pel·lícules mudes de 1929, la segona de les quals es convertirà en la primera pel·lícula sonora del realitzador. Pel seu accent - era txeca -, Ondra haurà de ser doblada per a la versió sonora. S'ha conservat una prova de l'actriu per a aquesta versió, en la qual es veu i se sent Hitchcock plantejar-li preguntes una mica picants, i ella hi respon amb un aire alhora xocat i divertit. A The Manxman és una noia atrapada entre l'amor de dos homes i que, pel seu comportment irreflexiu, acaba provocant una tragèdia. A Blackmail, fa el paper de la promesa d'un policia, que mata un pintor quan aquest intenta violar-la. La rossa hitchcockiana, sembla, primer de tot és per al realitzador l'objecte d'una fascinació semblant al fetitxisme, com ho mostra la manera com apareix en algunes de les seves pel·lícules ulteriors: a Vertigen (D'entre els morts) com a Perseguit per la mort, alguns plans la posen en escena, com el tema d'una obra pictòrica, que es podria prosaicament anomenar «Rossa misteriosa de perfil mirant cap a la dreta» o, millor, «Rossa misteriosa, perfil esquerre»...

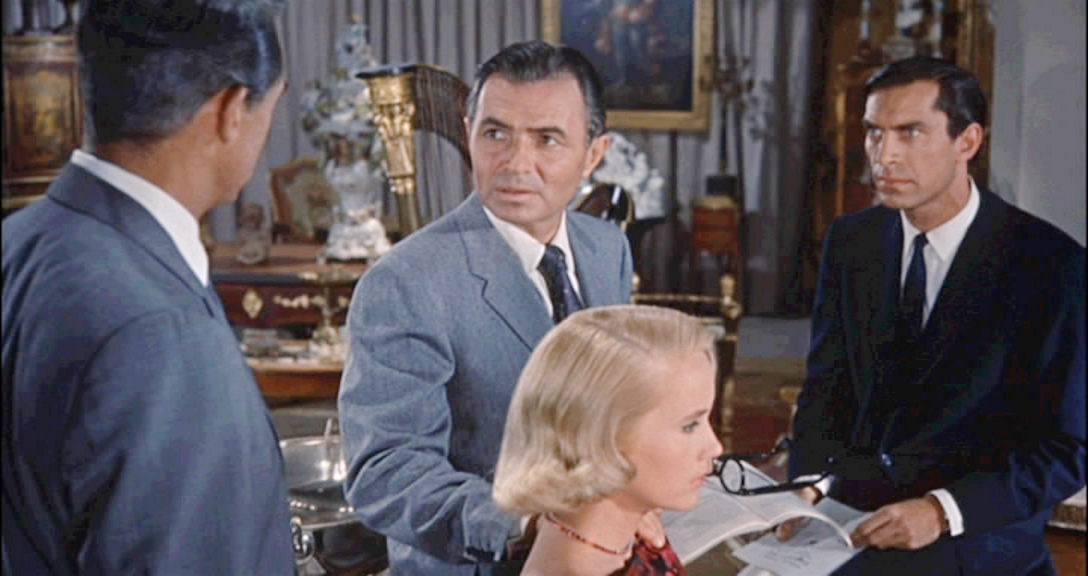
Eva Marie Sant envoltada de l'heroi i dels «dolents» a Perseguit per la mort, 1959). Obra d'art i els seus «visitants» en un museu... o en aquest cas, amb els seus «aficionats» en una sala de venda...

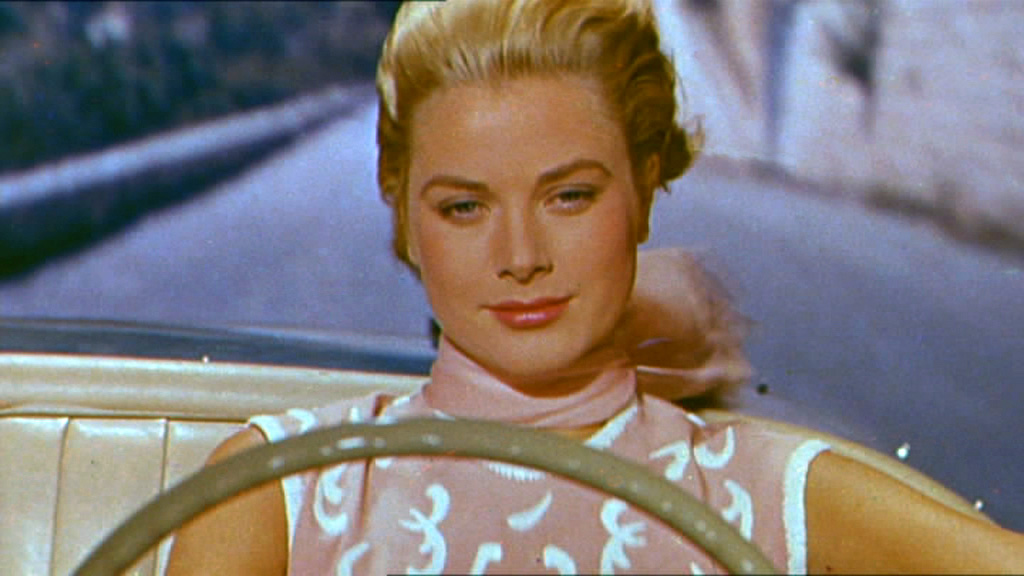
Grace Kelly a To Catch a Thief (1955)

A Els trenta-nou graons (1935), es descobreix una altra rossa, encarnada per Madeleine Carroll, a qui l'heroi, innocent perseguit i amb l'aigua al coll, es presenta per un fogós petó, però ella, tanmateix, no vacil·la a denunciar-lo. Més tard a la pel·lícula, es trobarà literalment emmanillada a l'heroi, que l'acabarà convencent. Carroll treballarà l'any següent en una altra pel·lícula de Hitchcock, Agent secret.
A Crim perfecte (1954), Margot (Grace Kelly) és una dona adúltera que mata en defensa pròpia l'assassí a sou que ha enviat el seu marit, a La finestra indiscreta (1954), Lisa (de nou Grace Kelly) arrisca la seva vida introduint-se en el pis de Lars Thorwald, el presumpte assassí suposat, mentre que a To Catch a Thief (1955), Francie (també Grace Kelly) es proposa d'anar en ajuda d'un atracador «jubilat» però que ella creu actiu. A Vertigen (D'entre els morts) (1958), Judy (Kim Novak), disfressada de rossa, és còmplice d'un assassinat. A Perseguit per la mort (1959), la rossa Eve Kendall (interpretada per Eva Marie Saint) porta l'heroi Roger Thornhill, del qual està tanmateix enamorada, a les urpes d'aquells que intenten matar-lo. A Els ocells (1963), Melanie Daniels (Tippi Hedren) és acusada de ser, per la seva simple presència, causant de la inexplicable catàstrofe.
A Marnie (1964), el personatge del títol (de nou Hedren) és cleptòmana i frígida. Al començament de la pel·lícula, en una escena la qual, de manera colpidora, ensenya tres personatges femenins pertanyent a tres generacions diferents i que totes tenen els cabells rossos - la mare de Marnie, la mateixa Marnie, i una veina - se sent, curiosament, la mare de Marnie criticar la seva filla que s'ha destenyit els cabells: «Too-blond hair always look like a woman's tryin' to attract the man. Men and a good name don't go together.» («Sempre, els cabells massa rossos, fan de dona que intenta atreure els homes. Homes i bona reputació no van junts.»)...
Però el millor exemple es troba a Psicosi on el personatge desafortunat interpretat per Janet Leigh amaga 40.000 dòlars abans de ser la víctima d'un psicòpata que viu aïllat de la societat.
Les últimes heroïnes rosses de Hitchcock seran, anys després, Dany Robin i la seva «filla» Claude Jade a Topaz el 1969, Barbara Harris, en el paper d'una falsa vident transformant-se en detectiu aficionat a l'última pel·lícula de Hitchcock, el Complot de família de 1976 i fins i tot es podria incloure en aquesta galeria de retrats, a la mateixa pel·lícula, la traficant de diamants interpretada per Karen Black, que porta en nombroses escenes una llarga perruca rossa i que la seva activitat delictiva es torna progressivament cada vegada més incòmoda.
Alguns crítics i especialistes de Hitchcock, sobretot Donald Spoto i Roger Ebert, coincideixen en dir que Vertigen (D'entre els morts) representa la pel·lícula més personal del realitzador, i també la més reveladora, resultant que ell es pregunta per les obsessions d'un home que «esculpeix» una dona per transformar-la en la que ell desitja. Vertigen (D'entre els morts) explora l'interès del cineasta per a la relació entre la sexualitat i la mort d'una manera menys desviada i més àmplia que cap altra de les seves pel·lícules.

#### La mare
Algunes pel·lícules de Hitchcock ens mostren els personatges que tenen una relació problemàtica amb la seva mare.

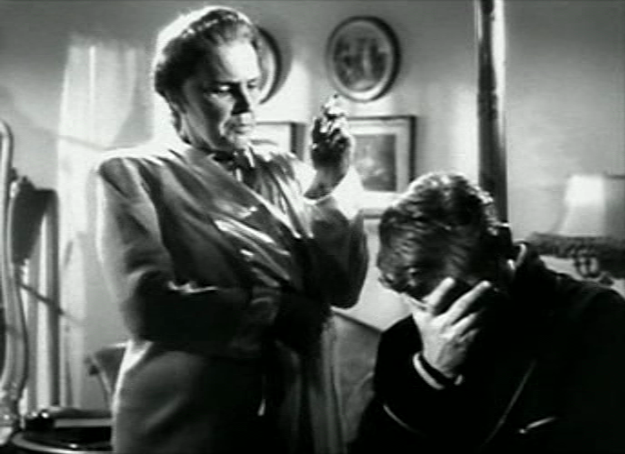
Leopoldine Konstantin i Claude Rains a Notorious, 1946. Mare i fill

A Notorious (1946), Sebastian (Claude Rains), el «dolent», pateix el domini de la seva mare (Leopoldine Konstantin), que té una mirada desconfiada- amb raó- sobre la seva futura nora (Ingrid Bergman). La mare és aquí bastant sorprenent: és descrita com un cap autoritari, d'aspecte viril, la cigarreta «als llavis». Quan sent que les coses van malament per a ell i que la situació es fa inextricable, el seu fill, que sembla tanmateix haver superat la quarantena, torna a ser el noiet avergonyit, que torna completament a ella; i ella resultarà, en l'últim moment, capaç de renegar ràpidament de tot perquè tingui la vida estàlvia. Bruno, el «dolent» d'Estranys en un tren (1951) detesta el seu pare fins al punt de voler matar-lo, però manté una relació molt estreta amb la seva mare (Marion Lorne), que sembla com mig boja, és a dir, mig implicada en l'amor i la bogeria del seu fill. A Perseguit per la mort (1959), Roger Thornhill (el personatge interpretat per Cary Grant) és un «innocent atrapat», la mare del qual (Jessie Royce Landis) es burla quan li va a dir que misteriosos individus intenten matar-lo. A Els ocells (1963), el personatge interpretat per Rod Taylor veu el seu univers atacat per ocells rancuniosos, just en el moment en què se li presenta la possibilitat d'alliberar-se d'una mare possessiva (Jessica Tandy). Pel que fa a l'assassí de Frenesí (1972), no sent més que odi per a les dones, totes «putes», a excepció de la seva mare, que sembla idolatrar, i les dones que troba del seu gust i que només pot matar...
Però el millor exemple continua sent Norman Bates i la seva relació més que problemàtica amb la seva mare, a Psicosi, una mare que conserva i encarna, hi és i ja no hi és.

## Motius. Els objectes

### Els objectes parlen
En algunes imatges, mostrant generalment simples objectes, Hitchcock aconsegueix situar un personatge, i explicar-nos implícitament la seva personalitat. A Crim perfecte (1954), els sentiments del personatge interpretat per Kelly són indicats, al començament de la pel·lícula, pel color del seu vestit blanc mentre que abraça el seu marit, i després vermell viu quan fa el mateix amb el seu amant.
Això és encara més evident a la pel·lícula següent del realitzador, al començament de La finestra indiscreta (1954). Després d'haver-nos ensenyat Jeffries (James Stewart) amb una cama enguixada i condemnat a la cadira de rodes (una dedicatòria sobre el seu guix designant-lo, incidentalment, com a «simpàtic»), la càmera es desplaça llavors sobre objectes evocant no només el que li ha passat, sinó també el seu passat i el que constitueix llavors el centre de les seves preocupacions: un aparell fotogràfic trencat, les fotos enganxades a la paret, mostrant des d'accidents fins a escenes d'un conflicte qualsevol, i finalment el negatiu d'una foto de dona, de la qual es veu el positiu sobre la coberta d'una pila de revistes. El significat d'aquestes imatges apareixerà més clarament en el transcurs de la pel·lícula. El dilema principal amb el qual xoca llavors el personatge (abans que sigui testimoni d'una escena sospitosa) és de saber si ha de comprometre's més o no en la seva relació amb la dona (un model) de la qual està enamorat, però que no obstant això suposa frenar-lo en la seva set d'aventures.
A Psicosi (1960), el personatge interpretat per Janet Leigh apareix, abans del robatori que hi tindrà conseqüències tràgiques, en roba interior blanca, després, quan projecta la seva malifeta, se la veu que porta roba interior negra. Fuig amb un cotxe negre, que canvia, quan els remordiments de consciència la comencen a rosegar, per un cotxe clar (la pel·lícula és en blanc i negre).

### Les llums
En un gran nombre d'escenes de les seves pel·lícules, el realitzador utilitza les fonts de llum (espelmes, làmpades, aranyes...) d'una manera del tot particular.
L'exemple sens dubte més colpidor es troba a The Paradine Case (1947) amb la seqüència de la trobada pròpiament dita entre l'advocat (Gregory Peck) i el que resulta ser finalment el seu rival (Louis Jourdan). La seqüència forma part d'una mena de «capítol» o «escena-base»- una escena composta de manera quasi matemàtica i d'una molt gran complexitat en l'aspecte simbòlic: un viatge en tren cap a i des d'aquesta trobada, element veritablement provocador- el començament i la fi del qual són assenyalats per dos plans ensenyant cadascun un arbre, l'un quasi idèntic a l'altre, a no ser que la imatge sigui invertida.
En el transcurs del diàleg entre els dos homes, apareixen a la pantalla «en companyia» d'una làmpada massissa que, pels moviments de càmera, sembla desplaçar-se de manera sorprenent sobre ells, entre ells, a sota d'ells o al costat d'ells, i sembla tenir un paper, com un tercer actor. Més tard a la mateixa pel·lícula, després de l'escena del procés, que segueix un pla fix mostrant una estàtua que simbolitza la justícia, s'assisteix a una conversa en un àpat entre el jutge (Charles Laughton) i la seva dona, a l'escenificació on fa intervenir espelmes.
Al començament de Saboteur (1942), la mare (Dorothy Peterson), el fill únic de la qual acaba de morir víctima d'un atemptat, i que va a consolar l'heroi (Robert Cummings) – l'«innocent» amenaçat -, apareix assegut en una taula entre quatre espelmes apagades, dos a un costat i dos a l'altre, mentre que darrere d'ella una làmpada projecta de manera difusa la seva llum cap a dalt. La casa del cec (Vaughan Glaser), on l'«innocent» arriba en el transcurs del seu periple, és plena d'un gran nombre de lluminàries apagades a la majoria de les làmpades, i espelmes la metxa de les quals està intacta i que mai no s'han fet servir. La mare i el cec tenen en comú que defensen l'«innocent» de manera «instintiva», cosa que no és el cas, sobretot, de l'heroïna (Priscilla Lane) que, encara que sigui la filla del cec, dubta moltes vegades de la integritat de l'«innocent».
A La finestra indiscreta (1954), el personatge interpretat per Grace Kelly apareix en un moment donat entre dues espelmes en principi apagades, després enceses. A la mateixa pel·lícula, se la veu encendre de manera successiva tres làmpades tot dient en veu alta, de la mateixa manera que es pronunciaria una fórmula màgica, les tres paraules que formen el seu propi nom. Al començament de Perseguit per la mort (1959), en el moment de la primera confrontació de Thornhill (Cary Grant) amb els enemics que no se sospitava tenir, es veu el personatge de Vandamm (James Mason) tancar les cortines i situar-se davant una làmpada; parla, i la seva silueta agafa pel procediment un aspecte particularment amenaçador.
Family Plot, la trama (1976), l'última pel·lícula de Hitchcock, s'acaba per una escena on la vident «de pacotilla» (Barbara Harris) descobreix de manera inexplicable - i inexplicada-, una pedra preciosa amagada entre les perles de cristall decorant una aranya (el que du a la bola de cristall de la vident, d'altra banda element central dels crèdits de la pel·lícula).
Aquests elements, evidentment, revesteixen un caràcter simbòlic i es refereixen, conscientment o inconscientment per part del director, a temes essencials del cristianisme. Aquesta religió ha abordat més directament a Jo confesso (1953), fins i tot si es pot considerar que es tracta aquí d'un simple pretext, o a Fals culpable (1956), fins i tot si l'objectiu no sembla més que la transcripció més fidel possible d'una «història verdadera»... A Fals culpable, després que l'«innocent» ha estat pregant davant la imatge del Crist, apareix el verdader culpable. Una mica de la mateixa manera que, a Els trenta-nou graons (1935), l'«innocent» té la vida estàlvia gràcies a un llibre d'oracions, que pertany a un pagès beat i venal, i que es troba per casualitat a la seva butxaca.

### L'ull/ la pantalla

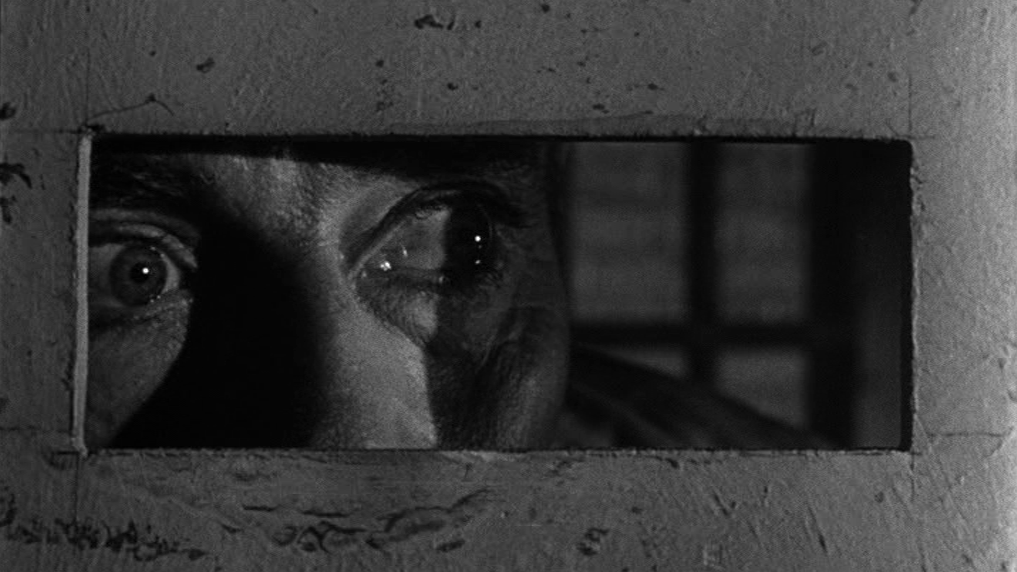
Els ulls de Henry Fonda darrere la porta d'una cel·la de presó, a Fals culpable (1957)

A Psicosi, dos primers plans semblen respondre's: el de Norman Bates, que espia Marion per un petit forat en una paret i dissimulat darrere un quadre, i el gran pla obert però apagat, de Marion morta, víctima del voyeur. Uns ulls figuren com motius en el somni (convertits en imatges amb l'ajuda del pintor Salvador Dalí) del misteriós amnèsic de Spellbound.

### Els llocs

#### Les escales
En un gran nombre de pel·lícules de Hitchcock, es troba dels escenes «d'escales». A Crim perfecte , la clau és amagada sota la catifa que cobreix un graó d'escala. A Vertigen (D'entre els morts) , les escales constitueixen ells mateixos un element clau, atès que és la impossibilitat en la qual es troba el personatge principal de grimpar-los fins a dalt- i el fet que finalment ho assoleix- i que és a l'origen del drama. A Psicosi , el detectiu Arbogast es fa matar sobre els graons que condueixen al lloc on, pensa, és susceptible trobar la solució del misteri. A Family Plot, la trama, l'escena final té també com a decoració una escala, dalt de la qual l'heroi es refugia quan sorgeix la parella, i és just sobre aquesta escala on es troba l'aranya on és amagada la pedra preciosa.

#### Els vehicles
Els mitjans de transport tenen un paper particular en un bon nombre de pel·lícules de Hitchcock. S'ha vist sovint en la imatge d'un tren precipitant-se en un túnel al final de Perseguit per la mort  un símbol de l'acte sexual (i era la intenció, reconeguda, del director). El tren, amb aquesta mateixa connotació, és el lloc on es fan certes trobades: Sospites i Estranys en un tren comencen per una escena de seducció en un tren. El cotxe sembla tenir un paper similar: sobretot a Pànic a l'escenari , Notorious ... La llarga seqüència de filatura a Vertigen (D'entre els morts) , en l'origen de l'obsessió de l'heroi per la misteriosa jove dona rossa, i la llarga escena on es veu el personatge de Marion a bord dels seus dos cotxes successius, com a preàmbul de la seva mort brutal a Psicosi , poden així revestir un sentit particular.

#### Els aliments
Hitchcock estava acomplexat pel seu pes, herència del seu pare que apreciava també la bona cuina. Diferents actors i membres de l'equip tècnic expliquen que Hitchcock els convidava a sopar per conèixer's millor però que parlaven més de gastronomia i del bon vi que de la pel·lícula en curs.

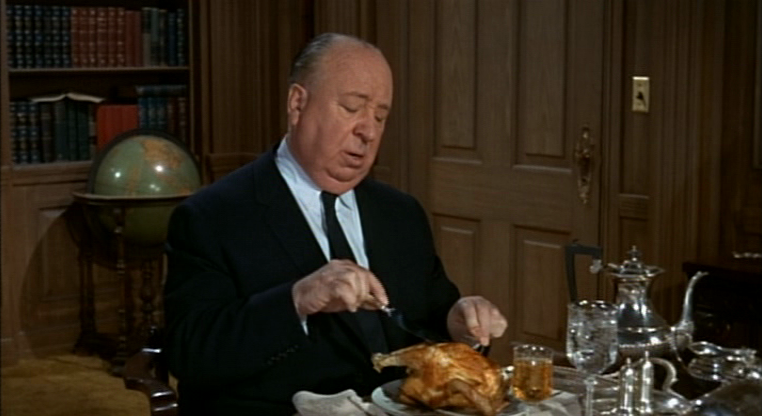
Alfred Hitchcock degustant un pollastre al tràiler humorístic de la pel·lícula Els ocells (1963)

 A les seves pel·lícules, els aliments tenen un paper important. La famosa escena del petó a Notorious  (1946) és entretallada de paraules sobre el pollastre. A La finestra indiscreta  (1954), Lisa és vista com una dona perfecta i Jeffries sembla admetre-ho quan li porta el seu àpat, arribat directament d'un gran restaurant: «Perfecte, com de costum». La invitació al sopar és sovint l'expressió del desig d'un dels dos personatges d'anar més lluny en la seva relació amb l'altre: així, John «el Gat» i Frances s'ofereixen un pícnic, Scottie convida Judy a sopar, i Mitch convida Melanie, respectivament a  To Catch a Thief  (1955),  Vertigen (D'entre els morts)  (1958) i  Els ocells  (1963), i una relació amorosa pot començar. Els aliments accentuen el desig de Norman Bates per a Marion Crane a  Psicosi  (1960), ja que li porta els sandwitxos per tal de discutir amb ella. Però els exemples d'escenes on és pregunta per menjar abunden a les pel·lícules de Hitchcock...
En l'assaig consagrat al realitzador, Jean Douchet analitza el beure, menjar i fumar a les pel·lícules de Hitchcock, i desenvolupa pel que fa a això una teoria que aborda dient: «No és gratuïtament que l'obra del cineasta, les preocupacions digestives del qual es manifesten amb evidència en la rodonesa de la seva pròpia persona, que el menjar, beure i fumar tenen un lloc capital que cap altra no treball cinematogràfic, fins i tot la de Renoir, altre gurmet cèlebre, no li pot discutir. […] No cal doncs sorprendre's si, a Hitchcock, sempre hi ha ocasió per un àpat on l'heroi descobreix de casualitat, el secret tenebrós.» És interessant destacar, pel que fa a això, que una de les «bromes» més apreciades del realitzador lliga els aliments i la mort, com ho mostra servit al voltant del bagul que conté un cadàver a  La soga  (1948), o l'àpat el plat principal del qual és l'arma del crim a Lamb to the Slaughter , 1958 - episodi de la sèrie Alfred Hitchcock Presents adaptat per Roald Dahl segons una de les seves novel·les-, o certs passatges humorístics de La finestra indiscreta (1954), The Trouble with Harry (1955) o Frenesí (1972).

### Un espectador còmplice

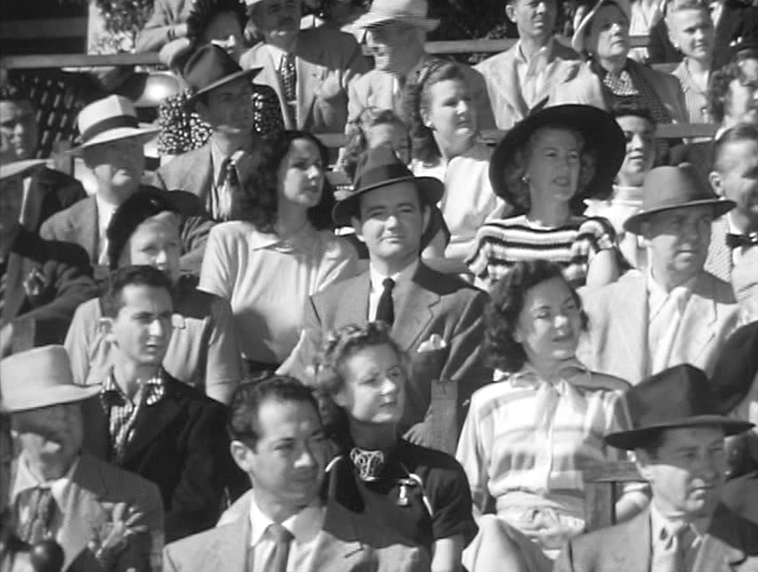
Imatge d'una escena de Estranys en un tren (1951): el públic d'un partit de tennis

Hitchcock realitza les seves pel·lícules per a l'espectador i li agrada jugar amb el costat per força voyeur, i de manera potencial «dolent» d'aquest.
A Estranys en un tren (1951), el muntatge paral·lel entre, d'una banda, el recorregut laboriós del «dolent» que torna als llocs del seu crim per deixar-hi un encenedor susceptible de comprometre l'«heroi» i, d'altra banda, el partit de tennis que l'«heroi» ha de guanyar com més aviat millor per tenir una oportunitat d'impedir que el «dolent», el seu real adversari, executi el seu projecte, suscita amb l'espectador una tensió tèrbola i, quan el «dolent» intenta agafar l'encenedor que ha deixat de manera maldestra tombat en una reixa de respiració, l'espectador arriba a desitjar que malgrat tot aconsegueixi recuperar-lo. La idea del partit de tennis és d'altra banda interessant, i també la imatge de Bruno (el «dolent») l'únic del públic que no gira el cap per seguir la trajectòria de la pilota: el «dolent» és segur en el seu camp o, més aviat, no té camp; es podrà observar que no mira de fet en la direcció de cap dels dos jugadors, sinó resta ben dret davant d'ell: la càmera i, a punt, l'espectador...
En nombroses altres pel·lícules, Hitchcock porta per moments l'espectador a donar suport, quasi inconscientment, al «dolent». A Crim perfecte (1954), som una mica decebuts, al cor de la tensió, de veure com els plans traçats pel maquiavèlic marit per desfer-se de la seva dona (la tanmateix deliciosa Grace Kelly) no tenen lloc com havia previst: de veure que l'homicidi està a punt de no tenir lloc, perquè el rellotge del marit s'ha parat i, llavors, la cabina d'on pensa fer la trucada telefònica fatal és ocupada.
A  Psicosi  (1960), esperem que Norman Bates no oblidarà el diari que el pot fer sospitós i, més tard, quan vol fer desaparèixer en un aiguamoll el cotxe contenint el cos qui en un principi ha estat presentada com l'heroïna, i que el vehicle vacil·la un moment a enfonsar-se, tenim amb ell un cert alleujament veient de cop el cotxe-taüt acabant d'enfonsar-se. Ens sorprenem de la mateixa manera, a Frenesí (1972), desitjant que el maníac aconsegueixi recuperar l'agulla de corbata, que el podria trair, que ha quedat encallada a la mà, encarcarada per la mort, de Babs, la seva víctima...
Un comentari d'aquest fenomen es troba d'alguna manera formulat a La finestra indiscreta (1954), on la finestra de l'«heroi» voyeur, assimilable a una pantalla de cinema, col·loca l'espectador en la mateixa posició que ell. A l'espectador li és retornat el reflex dels seus desigs tèrbols a través dels de Jeffries i Lisa i, com diu aquesta última, «estem decebuts perquè un home no ha assassinat la seva dona»; al mateix temps, no condemna el comportament, com si formés inevitablement part de la naturalesa humana, només com de vergonya «de principi». L'espectador vol una víctima i un homicida, ja que vol acció. Hitchcock fa l'espectador, malgrat ell, còmplice de l'assassí.